# Piquetero

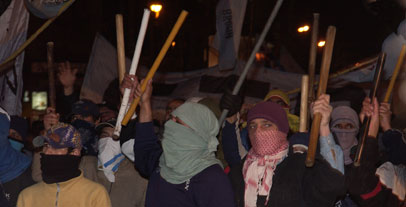
Piqueteros, 2005

Als Piqueteros (Singular: Piquetero) bezeichnet man in Argentinien Demonstranten, die durch Straßen- und Unternehmensblockaden auf ihre schlechte wirtschaftliche Situation aufmerksam machen wollen. Dies geschieht in Form von so genannten „Piquetes“, dies sind illegale Straßenblockaden. (Piquete bedeutet eigentlich Streikposten im Spanischen.)
Bei ihren Demonstrationen fordern – manche Kritiker sagen erpressen – die Piqueteros vom Staat als Bedingung für das Ende ihrer Aktionen oft Zugeständnisse, wie die Zahlung von Sozialhilfe-Plänen, aber auch die Verbesserung von Schulen, Krankenhäusern und anderen Zentren des öffentlichen Lebens. Sie versuchen weiterhin, durch ihre Straßenblockaden direkten Einfluss auf die Zirkulation der Wirtschaft zu nehmen und üben so Druck sowohl auf die Unternehmen, in denen sie angestellt waren, als auch auf den Staat aus, der für mehr soziale Gerechtigkeit sorgen soll.

## Organisationsform
Die Piqueteros waren in ihrer Anfangszeit lose Gruppierungen von Arbeitslosen, heute sind sie jedoch weitgehend organisiert und zu einem Großteil von politischen Parteien abhängig. Sie treffen ihre Entscheidungen in asambleas, Versammlungen, in denen die Aktionsformen (zum Beispiel das Durchführen von Demonstrationen) per Abstimmung entschieden werden. Die Piquetero-Gruppen finanzieren sich durch Beiträge ihrer Mitglieder, zwischen 2 und 10 Peso (0,50 bis 2,50 Euro) pro Monat und Person, die diese meist mit dem staatlichen Sozialhilfegeld bezahlen. Für diese so genannten Sozialpläne in Höhe von 150 Pesos (ca. 40 Euro) pro Familie, die die Piqueteros (meistens erst nach einiger Zeit) über ihre Organisationen bekommen, müssen vier Stunden tägliche Arbeit als Gegenleistung erbracht werden. Seit 1999 ist es möglich, dass die Piquetero-Organisationen selbst Projekte anbieten, in denen die Arbeitsstunden abgeleistet werden. Das sind hauptsächlich soziale Projekte wie Volksküchen, Kinderspeisungen oder Gesundheitszentren, aber es wird auch verstärkt versucht, kleine Produktivprojekte wie Bäckereien, Nähereien oder Recyclingprojekte ins Leben zu rufen. In den meisten Fällen gehört zu den Anforderungen an die Mitglieder der Piquetero-Organisationen auch die Teilnahme an den Demonstrationen. Mitgliedern, die sich nicht beteiligen, kann der Sozialplan entzogen werden. Die meisten Organisationen führen Anwesenheitslisten für die Arbeitsstunden und die Demonstrationen. Von staatlicher Seite werden die Arbeitsleistungen für die Piquetero-Organisationen hingegen kaum kontrolliert. Zusätzlich verteilen die Piquetero-Organisationen vom Staat erkämpfte Lebensmittelpakete an die Mitglieder, die sich aktiv beteiligen. Die einzige Piquetero-Organisation, die keine staatlichen Sozialpläne und Lebensmittel annimmt, ist die kleine radikalautonomistische Gruppe MTD La Matanza aus dem gleichnamigen Vorort von Buenos Aires. Diese hat es stattdessen geschafft, Spenden aus dem In- und Ausland zu akquirieren, um Produktivprojekte aufzubauen, und nimmt ausländische „Piquetouristen“ auf, um einen Kindergarten zu finanzieren.
Von den ursprünglichen Zielen der Parteienunabhängigkeit und direkten Demokratie ist heute allerdings kaum noch etwas übrig geblieben: Viele Piqueterogruppen sind inzwischen in der Hand von insbesondere sozialistischen und kommunistischen Parteien bzw. die linken Parteien haben ihre eigenen Piqueteroorganisationen gegründet. Beispiele sind der Polo Obrero, der zur trotzkistischen Partido Obrero gehört, oder das Movimiento Territorial de la Liberacion (MTL) von der Partido Comunista (PC). Aber auch die etablierten Parteien, vor allem die peronistische Partei (PJ), aber auch die Unión Civica Radical (UCR) versuchen oft über ihre Mittler Punteros in Elendsvierteln Demonstranten und Wähler durch Bezahlung oder Vergabe von Lebensmitteln anzuwerben. Diese Praxis des politischen Klientelismus hat in Argentinien eine lange Tradition. So verwundert es nicht, dass Piqueteros oft nur als Werkzeug der Parteien wahrgenommen werden. Doch gibt es nach wie vor unabhängige Piqueterogruppen, die die Hilfe von Parteien nicht annehmen wollen und einen autonomen Ansatz vertreten, beispielsweise die MTD Solano oder das Bündnis Frente Popular Darío Santillán.
Da die Arbeitslosenversicherung in Argentinien nur für zwölf Monate und nur für vorher sozialversicherungspflichtig Beschäftigte gilt, ist für viele Arbeitslose aus der Unterschicht der Anschluss an eine Piquetero-Organisation neben dem Gang zu den peronistischen (regional auch zu anderen) Punteros eine der wenigen Möglichkeiten, überhaupt eine geringe Unterstützung vom Staat zu bekommen. Die offizielle Beantragung ohne Mittler eines Sozialplans ist heute nicht mehr möglich, die Anmeldefrist für den umfangreichsten Plan Jefes y Jefas de Hogar endete im Mai 2002. Von den insgesamt heute noch knapp 1,6 Millionen Jefes-Plänen verwalten die Piqueteros etwa 10 bis 14 Prozent, während 51 Prozent dieser Sozialplanempfänger Parteiangehörige sind. Andere Menschen versuchen hingegen zum Beispiel als Cartonero (Müllsammler) oder im informellen Handel Geld zu verdienen.

## Geschichte
Entstanden ist die Bewegung 1996 in der Stadt Cutral-Có im Süden Argentiniens (Provinz Neuquén), wo Arbeitslose rutas nacionales (Überlandstraßen) blockierten, um gegen die Schließung und Rationalisierung bei Repsol YPF (einem großen spanisch-argentinischen Ölkonzern) zu protestieren. Diese Bewegung weitete sich schnell aus: Schon 1997 gab es über 140 „Piquetes“, und im bewegtesten Jahr 2002 sogar über 2300 Straßenblockaden. Als Zentrum der Piqueteros galten lange Zeit die ländlichen Regionen der Provinz Salta im Nordwesten Argentiniens, heute sind die Piqueteros vor allem in Buenos Aires aktiv.
Bekannt wurde die Piquetero-Bewegung durch die großen Plünderungen und Unruhen Ende 2001 kurz vor dem Rücktritt des Präsidenten Fernando de la Rúa. Von der Wirtschaftskrise gebeutelte Menschen, darunter auch Piqueteros, zogen tagelang durch die Stadt und die Vororte von Buenos Aires und plünderten gewaltsam Supermärkte und andere Geschäfte, teilweise sogar Privathäuser. Die Plünderungen beschränkten sich allerdings nicht auf Güter des täglichen Bedarfs. Da es kurz vor Weihnachten war, wurden beispielsweise auch ganze geschmückte Weihnachtsbäume, Fernseher, Stereoanlagen, teurer hochprozentiger Alkohol und andere Dinge mitgenommen. Auch wenn diese so genannte saqueos (Plünderungen) größtenteils von spontan zusammengekommenen Nachbarn begangen wurden, wurden hauptsächlich die Piqueteros dafür verantwortlich gemacht. Trotzdem erfuhren die Piqueteros zur Zeit des Aufstandes mit den Kochtopfdemonstrationen (Cacerolazos) auf dem Höhepunkt der Krise 2001/2002 eine große Solidarität von Seiten der Mittelschichts-Demonstranten, die sich in der Parole „Piquete y cacerola - la lucha es una sola“ (Straßenblockade und Kochtopf – der Kampf ist derselbe) manifestierte. Mit den cacerolazos verschwand jedoch auch das Verständnis für den Protest der Piqueteros, heute erfahren sie viel Kritik aus der Mittelschicht, vor allem weil die Straßenblockaden und Demonstrationen den Verkehr behindern.
Viele Piquetero-Organisationen nennen sich MTD (Movimiento de Trabajadores Desocupados, Bewegung erwerbsloser Arbeiter). Diese Abkürzung sagt aber noch nichts über die politische Positionierung der Gruppierung aus, sondern ist ein allgemeiner Begriff. Inzwischen gibt es eine Vielzahl von verschiedenen Piqueterogruppen, beispielsweise sind 2005 beim Ministerium für soziale Entwicklung 174 verschiedene Organisationen registriert, mit denen Projekte durchgeführt werden. Die Gesamtzahl der bei den Piquterogruppen organisierten Menschen kann nicht genau beziffert werden, die Schätzungen liegen zwischen 200.000 und 500.000 Personen.
Nach der Präsidentschaftswahl 2003 spaltete sich 2004 die Bewegung in zwei Hauptströmungen auf: Einerseits unterstützen Gruppen wie die von Luis D’Elía geleitete Organisation FTV (Federación Tierra y Vivienda), MTD Evita oder Barrios de Pie die Regierung Néstor Kirchners, während andererseits Organisationen wie die vom Radikal-Sozialisten Raúl Castells (der 2004 wegen der Besetzung eines Casinos in Resistencia kurzzeitig verhaftet wurde) geleitete Gruppierung MIJD (Movimiento Independiente de Jubilados y Desocupados), der Polo Obrero, die maoistische CCC (Corriente Clasista y Combativa) oder die beiden Flügel der autonomen MTD Aníbal Verón sich kämpferisch geben und weiterhin auf Oppositionskurs zur Regierung bleiben.